# Barrio Parque Almagro
El Barrio Parque Almagro es un barrio de la comuna de Santiago, ubicada en la ciudad homónima, en Chile. El barrio completo rodea al Parque Almagro y corre paralelo a la calle Santa Isabel y conecta con calle San Diego. 

## Historia
Durante el siglo XIX  Santiago de Chile ha expandido sus zonas residenciales, este barrio fue la continuación al oriente, del Parque Cousiño hoy conocido como Parque O'Higgins, áreas verdes, construcciones y viviendas para familias numerosas, y aristocráticas como los Cousiño fueron el símbolo del desarrollo social empresarial de la naciente república. Han transcurrido cien años desde que transitaban tranvías y otros vehículos con tracción animal; los pasajes y cites de ladrillos sombríos y bajos han cedido terreno en los últimos decenios a torres y edificios condominios de gran volumen.
Otro avance en los últimos 30 años es la creación de universidades y facultades privadas, dándole un aire juvenil y renovado al sector.
La conservación y la monumental Basílica Iglesia de los Sacramentinos, es la mayor obra artística, sacra y patrimonial que tiene el barrio, y se suma recorriéndolo a pie con tranquilidad el espacio conocido como Paseo Bulnes, donde se hallan oficinas o dependencias gubernamentales como el INE, restaurantes, piletas o fuentes, librerías, tiendas, etc.
El barrio se enriquece con un museo palacete neoclásico muy bien conservado para visitarlo y apreciar en su interior pinturas y retratos de destacados pintores nacionales. }
El boom inmobiliario sostenido en la ciudad ha puesto en dicha zona un tráfico vehicular constante, lleno de taxis colectivos, y buses públicos, además de particulares.
Desde enero de 2019 los vecinos, turistas y oficinistas pueden conectar con el resto de la ciudad usando la línea 3 del Metro de Santiago, Estación Parque Almagro.